# Ганс-Людвіг Гауде
Ганс-Людвіг Гауде (нім. Hans-Ludwig Gaude; 16 січня 1916, Штеттін — 1 листопада 2003, Альтенгольц) — німецький офіцер-підводник, капітан-лейтенант крігсмаріне.

## Біографія
3 квітня 1936 року вступив на флот. З квітня 1939 року — командир взводу 6-го морського артилерійського дивізіону. З березня 1940 року — 1-й вахтовий офіцер на мінному тральщику M18. В січні-червні 1941 року пройшов курс підводника. З липня 1941 року — 1-й вахтовий офіцер на підводному човні U-83, з вересня 1941 року — на U-558. В листопаді-грудні пройшов курс командира човна. З 16 грудня 1941 року — виконувач обов'язків командира, з лютого по 30 квітня 1942 в з 1 жовтня 1942 по 2 грудня 1943 року — командир U-19, на якому здійснив 6 походів (разом 144 дні в морі). З березня 1943 року — одночасно офіцер-підводник Адмірал-штабу в штабу командувача-адмірала на Чорному морі. В лютому-квітні 1944 року — навчальний офіцер в 27-й флотилії. З 1 травня по 1 жовтня 1944 року — командир U-883 (човен перебував на будівництві). В жовтні-грудні 1944 року — знову навчальний офіцер в 27-й флотилії. З 31 січня по 30 квітня 1945 року — командир U-3525, з 1 по 5 травня 1945 року — U-2343. В травні взятий полон у Фленсбурзі. З червня 1945 року — командир 1-го дивізіону 112-го морського стрілецького полку. З серпня 1945 року служив в Німецькій адміністрації з розмінування. 31 грудня 1947 року звільнений з полону.

## Звання
- Кандидат в офіцери (3 квітня 1936)
- Морський кадет (10 вересня 1936)
- Фенріх-цур-зее (1 травня 1937)
- Оберфенріх-цур-зее (1 липня 1938)
- Лейтенант-цур-зее (1 квітня 1939)
- Оберлейтенант-цур-зее (1 жовтня 1940)
- Капітан-лейтенант (1 жовтня 1943)